# Weinbrunnen (Königswinter)

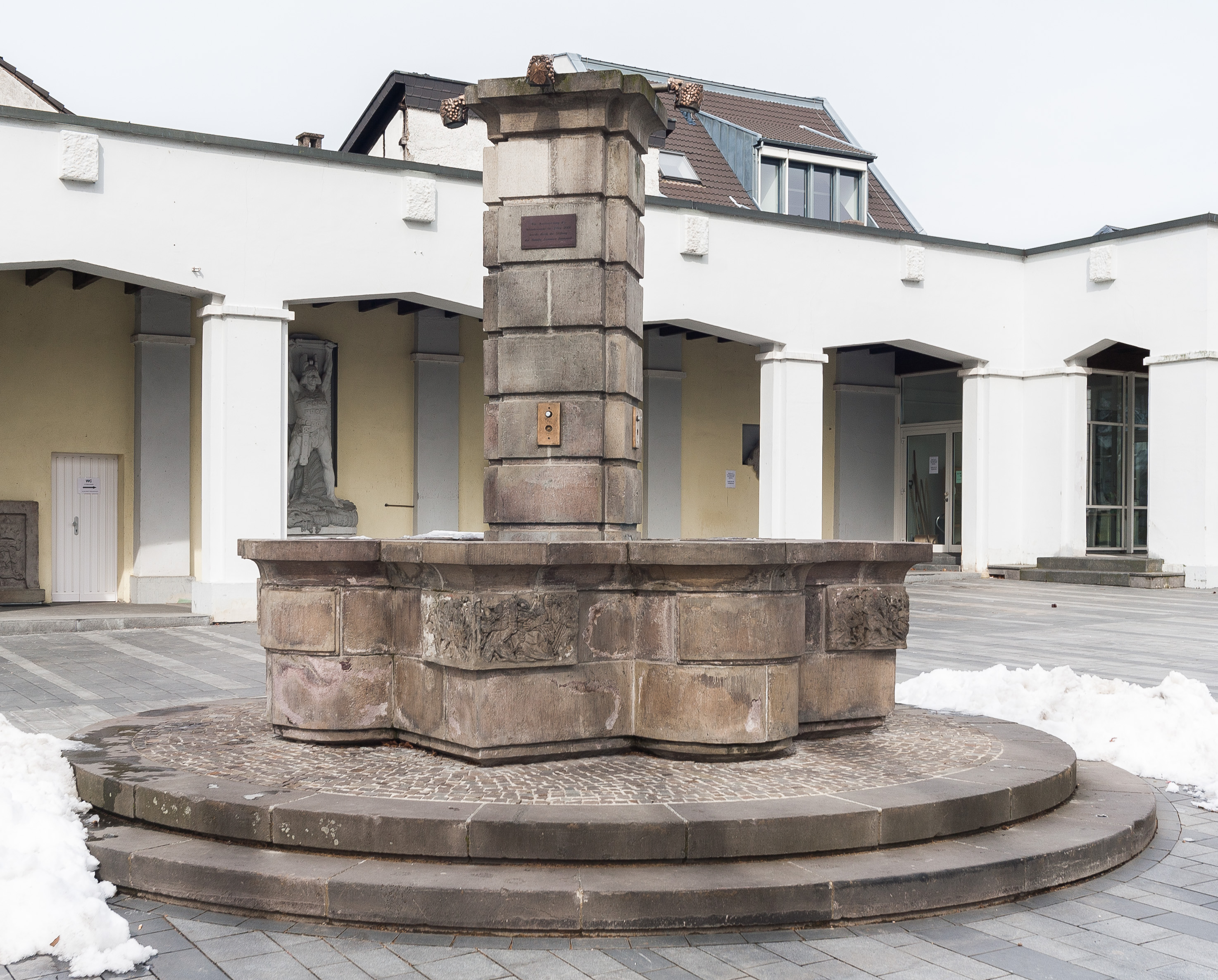
Weinbrunnen vor dem Säulengang des Rathauses

Der Weinbrunnen (auch Marktbrunnen) ist ein Brunnen in Königswinter, einer Stadt im nordrhein-westfälischen Rhein-Sieg-Kreis, der in seiner heutigen Form 1938 errichtet wurde. Er liegt am Marktplatz an der von der Hauptstraße zum Rheinufer hinabführenden Drachenfelsstraße vor dem städtischen Rathaus. Der Brunnen steht als Baudenkmal unter Denkmalschutz.

## Geschichte
Ein erster Weinbrunnen wurde anlässlich des ersten Winzerfestes in Königswinter am 7. Oktober 1933 aus Zement und Pappmaché geschaffen. 1936 beschloss die Stadt Königswinter, ihn durch einen Brunnen aus Stein zu ersetzen. Dieser wurde 1938 nach einem Entwurf des ortsansässigen Bildhauers und Architekten Franz Josef Krings von einem Steinmetz ausgeführt. Der neue Weinbrunnen war das letzte Bauwerk in Königswinter, das aus Latit von der Wolkenburg errichtet wurde. 2001 erfolgte eine grundlegende Restaurierung des Brunnens. In Betrieb genommen wird der Weinbrunnen alljährlich anlässlich des am ersten Oktoberwochenende auf dem Marktplatz ausgerichteten, viertägigen Winzerfestes.
Die Eintragung des Brunnens in die Denkmalliste der Stadt Königswinter erfolgte am 18. März 1998.

## Beschreibung
Der Brunnen ist auf einer gestuften runden Sockelanlage aus hessischem Basaltlava errichtet mit einer Brunnenschale in Vierpassform und einem hohen Trachytpfeiler auf quadratischem Grundriss in der Mitte. An den Ecken sind expressionistische Reliefplatten von 1939 mit Darstellungen aus dem Weinbau angebracht. Die jeweils anlässlich seiner alljährlichen Inbetriebnahme installierten Wasserspeier des Brunnens in Drachenform sind eine Arbeit der Königswinterer Künstlerin Sigrid Wenzel.